# Kvalifikation til VM i fodbold 2018, UEFA - gruppe B
Kvalifikation til VM i fodbold 2018, UEFA gruppe B er en af de ni UEFA grupper til Kvalifikation til VM i fodbold 2018. Gruppen består af seks hold: Portugal, Schweiz, Ungarn, Færøerne, Letland, og Andorra.

## Placeringer
| Pos | Hold     | K  | V | U | T | M+ | M- | MF  | P  | Kvalifikation                         |     |     |     |     |     |     |     |
| --- | -------- | -- | - | - | - | -- | -- | --- | -- | ------------------------------------- | --- | --- | --- | --- | --- | --- | --- |
| 1   | Portugal | 10 | 9 | 0 | 1 | 32 | 4  | +28 | 27 | Kvalifikation til FIFA World Cup 2018 |     | —   | 2–0 | 3–0 | 5–1 | 4–1 | 6–0 |
| 2   | Schweiz  | 10 | 9 | 0 | 1 | 23 | 7  | +16 | 27 | Gik videre til playoff                |     | 2–0 | —   | 5–2 | 2–0 | 1–0 | 3–0 |
| 3   | Ungarn   | 10 | 4 | 1 | 5 | 14 | 14 | 0   | 13 |                                       |     | 0–1 | 2–3 | —   | 1–0 | 3–1 | 4–0 |
| 4   | Færøerne | 10 | 2 | 3 | 5 | 4  | 16 | −12 | 9  |                                       | 0–6 | 0–2 | 0–0 | —   | 0–0 | 1–0 |     |
| 5   | Letland  | 10 | 2 | 1 | 7 | 7  | 18 | −11 | 7  |                                       | 0–3 | 0–3 | 0–2 | 0–2 | —   | 4–0 |     |
| 6   | Andorra  | 10 | 1 | 1 | 8 | 2  | 23 | −21 | 4  |                                       | 0–2 | 1–2 | 1–0 | 0–0 | 0–1 | —   |     |

## Kampe
Oversigten over kampene blev konfirmeret af UEFA den 26. juli 2015, dagen efter lodtrækningen. De angivne tider er CET/CEST, som listet af UEFA (lokale tider angives i parneteser).
| 6. september 2016 20:45 (20:45 UTC+2) |

| Andorra | 0–1                           | Letland      |
| ------- | ----------------------------- | ------------ |
|         | Rapport (FIFA) Rapport (UEFA) | Šabala 48' · |

| Estadi Nacional, Andorra la Vella Tilskuere: 1.115 Dommer: Clayton Pisani (Malta) |

| 6. september 2016 20:45 (19:45 UTC+1) |

| Færøerne | 0–0                           | Ungarn |
| -------- | ----------------------------- | ------ |
|          | Rapport (FIFA) Rapport (UEFA) |        |

| Tórsvøllur, Tórshavn Tilskuere: 4.066 Dommer: Slavko Vinčić (Slovenien) |

| 6. september 2016 20:45 (20:45 UTC+2) |

| Schweiz                  | 2–0                           | Portugal |
| ------------------------ | ----------------------------- | -------- |
| Embolo 24' · Mehmedi 30' | Rapport (FIFA) Rapport (UEFA) |          |

| St. Jakob-Park, Basel Tilskuere: 36.000 Dommer: Antonio Mateu Lahoz (Spanien) |

| 7. oktober 2016 20:45 (20:45 UTC+2) |

| Ungarn          | 2–3                           | Schweiz                                       |
| --------------- | ----------------------------- | --------------------------------------------- |
| Szalai 53', 71' | Rapport (FIFA) Rapport (UEFA) | Seferović 51' · Rodríguez 67' · Stocker 89' · |

| Groupama Arena, Budapest Dommer: Björn Kuipers (Holland) |

| 7. oktober 2016 20:45 (21:45 UTC+3) |

| Letland | 0–2                           | Færøerne                         |
| ------- | ----------------------------- | -------------------------------- |
|         | Rapport (FIFA) Rapport (UEFA) | Nattestad 19' · Edmundsson 70' · |

| Skonto Stadium, Riga Dommer: Serhiy Boyko (Ukraine) |

| 7. oktober 2016 20:45 (19:45 UTC+1) |

| Portugal                                              | 6–0                           | Andorra |
| ----------------------------------------------------- | ----------------------------- | ------- |
| Ronaldo 2', 4', 47', 68' · Cancelo 44' · A. Silva 86' | Rapport (FIFA) Rapport (UEFA) |         |

| Estádio Municipal, Aveiro Dommer: Oliver Drachta (Østrig) |

| 10. oktober 2016 20:45 (20:45 UTC+2) |

| Andorra           | 1–2                           | Schweiz                          |
| ----------------- | ----------------------------- | -------------------------------- |
| A. Martínez 90+1' | Rapport (FIFA) Rapport (UEFA) | Schär 19' (str.) · Mehmedi 77' · |

| Estadi Nacional, Andorra la Vella Dommer: John Beaton (Skotland) |

| 10. oktober 2016 20:45 (19:45 UTC+1) |

| Færøerne | 0–6                           | Portugal                                                                |
| -------- | ----------------------------- | ----------------------------------------------------------------------- |
|          | Rapport (FIFA) Rapport (UEFA) | A. Silva 12', 22', 37' · Ronaldo 65' · Moutinho 90+1' · Cancelo 90+3' · |

| Tórsvøllur, Tórshavn Dommer: Gediminas Mažeika (Lithauen) |

| 10. oktober 2016 20:45 (21:45 UTC+3) |

| Letland | 0–2                           | Ungarn                     |
| ------- | ----------------------------- | -------------------------- |
|         | Rapport (FIFA) Rapport (UEFA) | Gyurcsó 10' · Szalai 77' · |

| Skonto Stadium, Riga Dommer: Paweł Gil (Polen) |

| 13. november 2016 18:00 (18:00 UTC+1) |

| Ungarn                                         | 4–0                         | Andorra |
| ---------------------------------------------- | --------------------------- | ------- |
| Gera 34' · Lang 43' · Gyurcsó 73' · Szalai 88' | Report (FIFA) Report (UEFA) |         |

| Groupama Arena, Budapest Tilskuere: 20.479 Dommer: Christos Nicolaides (Cypern) |

| 13. november 2016 18:00 (18:00 UTC+1) |

| Schweiz                         | 2–0                         | Færøerne |
| ------------------------------- | --------------------------- | -------- |
| Derdiyok 27' · Lichtsteiner 83' | Report (FIFA) Report (UEFA) |          |

| Swissporarena, Lucerne Tilskuere: 14.800 Dommer: Sébastien Delferière (Belgien) |

| 13. november 2016 20:45 (19:45 UTC±0) |

| Portugal                                             | 4–1                         | Letland       |
| ---------------------------------------------------- | --------------------------- | ------------- |
| Ronaldo 28' (str.), 85' · Carvalho 70' · Alves 90+2' | Report (FIFA) Report (UEFA) | Zjuzins 67' · |

| Estádio Algarve, Faro/Loulé Tilskuere: 20.744 Dommer: Bobby Madden (Skotland) |

| 25. marts 2017 18:00 (18:00 UTC+1) |

| Andorra | 0–0                           | Færøerne |
| ------- | ----------------------------- | -------- |
|         | Rapport (FIFA) Rapport (UEFA) |          |

| Estadi Nacional, Andorra la Vella Dommer: Ognjen Valjić (Bosnien-Hercegovina) |

| 25. marts 2017 18:00 (18:00 UTC+1) |

| Schweiz   | 1–0                           | Letland |
| --------- | ----------------------------- | ------- |
| Drmić 66' | Rapport (FIFA) Rapport (UEFA) |         |

| Stade de Genève, Genève Dommer: Vladislav Bezborodov (Rusland) |

| 25. marts 2017 20:45 (19:45 UTC±0) |

| Portugal                        | 3–0                           | Ungarn |
| ------------------------------- | ----------------------------- | ------ |
| A. Silva 32' · Ronaldo 36', 65' | Rapport (FIFA) Rapport (UEFA) |        |

| Estádio da Luz, Lissabon Dommer: Szymon Marciniak (Polen) |

| 9. juni 2017 20:45 (20:45 UTC+2) |

| Andorra   | 1–0                          | Ungarn |
| --------- | ---------------------------- | ------ |
| Rebés 26' | Report (FIFA) Rapport (UEFA) |        |

| Estadi Nacional, Andorra la Vella Dommer: Charalambos Kalogeropoulos (Grækenland) |

| 9. juni 2017 20:45 (19:45 UTC+1) |

| Færøerne | 0–2                          | Schweiz                   |
| -------- | ---------------------------- | ------------------------- |
|          | Report (FIFA) Rapport (UEFA) | Xhaka 36' · Shaqiri 59' · |

| Tórsvøllur, Tórshavn Dommer: Luca Banti (Italien) |

| 9. juni 2017 20:45 (21:45 UTC+3) |

| Letland | 0–3                          | Portugal                          |
| ------- | ---------------------------- | --------------------------------- |
|         | Report (FIFA) Rapport (UEFA) | Ronaldo 41', 63' · A. Silva 67' · |

| Skonto Stadium, Riga Dommer: István Kovács (Rumænien) |

| 31. august 2017 20:45 (20:45 UTC+2) |

| Ungarn                                | 3–1                         | Letland         |
| ------------------------------------- | --------------------------- | --------------- |
| Kádár 6' · Szalai 26' · Dzsudzsák 68' | Report (FIFA) Report (UEFA) | Freimanis 40' · |

| Groupama Arena, Budapest Dommer: Yevhen Aranovsky (Ukraine) |

| 31. august 2017 20:45 (19:45 UTC+1) |

| Portugal                                                  | 5–1                         | Færøerne          |
| --------------------------------------------------------- | --------------------------- | ----------------- |
| Ronaldo 3', 28' (str.), 65' · Carvalho 58' · Oliveira 85' | Report (FIFA) Report (UEFA) | Baldvinsson 38' · |

| Estádio do Bessa, Porto Dommer: Srđan Jovanović (Serbien) |

| 31. august 2017 20:45 (20:45 UTC+2) |

| Schweiz                               | 3–0                         | Andorra |
| ------------------------------------- | --------------------------- | ------- |
| Seferović 43', 63' · Lichtsteiner 67' | Report (FIFA) Report (UEFA) |         |

| kybunpark, St. Gallen Dommer: Tore Hansen (Norge) |

| 3. september 2017 18:00 (17:00 UTC+1) |

| Færøerne         | 1–0                           | Andorra |
| ---------------- | ----------------------------- | ------- |
| - Rólantsson 32' | Rapport (FIFA) Rapport (UEFA) |         |

| Tórsvøllur, Tórshavn Dommer: Alan Mario Sant (Malta) |

| 3. september 2017 20:45 (20:45 UTC+2) |

| Ungarn | 0–1                           | Portugal         |
| ------ | ----------------------------- | ---------------- |
|        | Rapport (FIFA) Rapport (UEFA) | - A. Silva 48' · |

| Groupama Arena, Budapest Dommer: Danny Makkelie (Holland) |

| 3. september 2017 20:45 (21:45 UTC+3) |

| Letland | 0–3                           | Schweiz                                                |
| ------- | ----------------------------- | ------------------------------------------------------ |
|         | Rapport (FIFA) Rapport (UEFA) | - Seferović 9' - Džemaili 54' - Rodríguez 58' (str.) · |

| Skonto Stadium, Riga Dommer: Serdar Gözübüyük (Holland) |

| 7. oktober 2017 18:00 (17:00 UTC+1) |

| Færøerne | 0–0                           | Letland |
| -------- | ----------------------------- | ------- |
|          | Rapport (FIFA) Rapport (UEFA) |         |

| Tórsvøllur, Tórshavn Dommer: Robert Schörgenhofer (Østrig) |

| 7. oktober 2017 20:45 (20:45 UTC+2) |

| Andorra | 0–2                           | Portugal                       |
| ------- | ----------------------------- | ------------------------------ |
|         | Rapport (FIFA) Rapport (UEFA) | - Ronaldo 63' - A. Silva 86' · |

| Estadi Nacional, Andorra la Vella Dommer: Miroslav Zelinka (Tjekkiet) |

| 7. oktober 2017 20:45 (20:45 UTC+2) |

| Schweiz                                                    | 5–2                           | Ungarn                      |
| ---------------------------------------------------------- | ----------------------------- | --------------------------- |
| - Xhaka 18' - Frei 20' - Zuber 43', 49' - Lichtsteiner 83' | Rapport (FIFA) Rapport (UEFA) | - Guzmics 59' - Ugrai 89' · |

| St. Jakob-Park, Basel Dommer: Paolo Tagliavento (Italien) |

| 10. oktober 2017 20:45 (20:45 UTC+2) |

| Ungarn     | 1–0                           | Færøerne |
| ---------- | ----------------------------- | -------- |
| - Böde 81' | Rapport (FIFA) Rapport (UEFA) |          |

| Groupama Arena, Budapest Dommer: Roi Reinshreiber (Israel) |

| 10. oktober 2017 20:45 (21:45 UTC+3) |

| Letland                                          | 4–0                           | Andorra |
| ------------------------------------------------ | ----------------------------- | ------- |
| - Ikaunieks 11' - Šabala 19', 59' - Tarasovs 63' | Rapport (FIFA) Rapport (UEFA) |         |

| Skonto Stadium, Riga Dommer: Mads-Kristoffer Kristoffersen (Danmark) |

| 10. oktober 2017 20:45 (19:45 UTC+1) |

| Portugal                           | 2–0                           | Schweiz |
| ---------------------------------- | ----------------------------- | ------- |
| - Djourou 41' (sm.) - A. Silva 57' | Rapport (FIFA) Rapport (UEFA) |         |

| Estádio da Luz, Lissabon Dommer: Cüneyt Çakır (Tyrkiet) |

## Målscorere
Der er scoret 82 mål i 30 kampe, der i gennemsnit svarer til 2,73 per kamp.
15 mål
- Cristiano Ronaldo

9 mål
- André Silva

5 mål
- Ádám Szalai

4 mål
- Haris Seferović

3 mål
- Valērijs Šabala
- Stephan Lichtsteiner

2 mål
- Ádám Gyurcsó
- João Cancelo
- William Carvalho
- Admir Mehmedi
- Ricardo Rodríguez
- Granit Xhaka
- Steven Zuber

1 mål
- Alexandre Martínez
- Marc Rebés
- Rógvi Baldvinsson
- Jóan Símun Edmundsson
- Sonni Nattestad
- Gilli Rólantsson
- Dániel Böde
- Balázs Dzsudzsák
- Zoltán Gera
- Richárd Guzmics
- Tamás Kádár
- Ádám Lang
- Roland Ugrai
- Gints Freimanis
- Dāvis Ikaunieks
- Igors Tarasovs
- Artūrs Zjuzins
- Bruno Alves
- João Moutinho
- Nélson Oliveira
- Eren Derdiyok
- Josip Drmić
- Blerim Džemaili
- Breel Embolo
- Fabian Frei
- Fabian Schär
- Xherdan Shaqiri
- Valentin Stocker

1 selvmål
- Johan Djourou (mod Portugal)